# 博洛特尼亞河

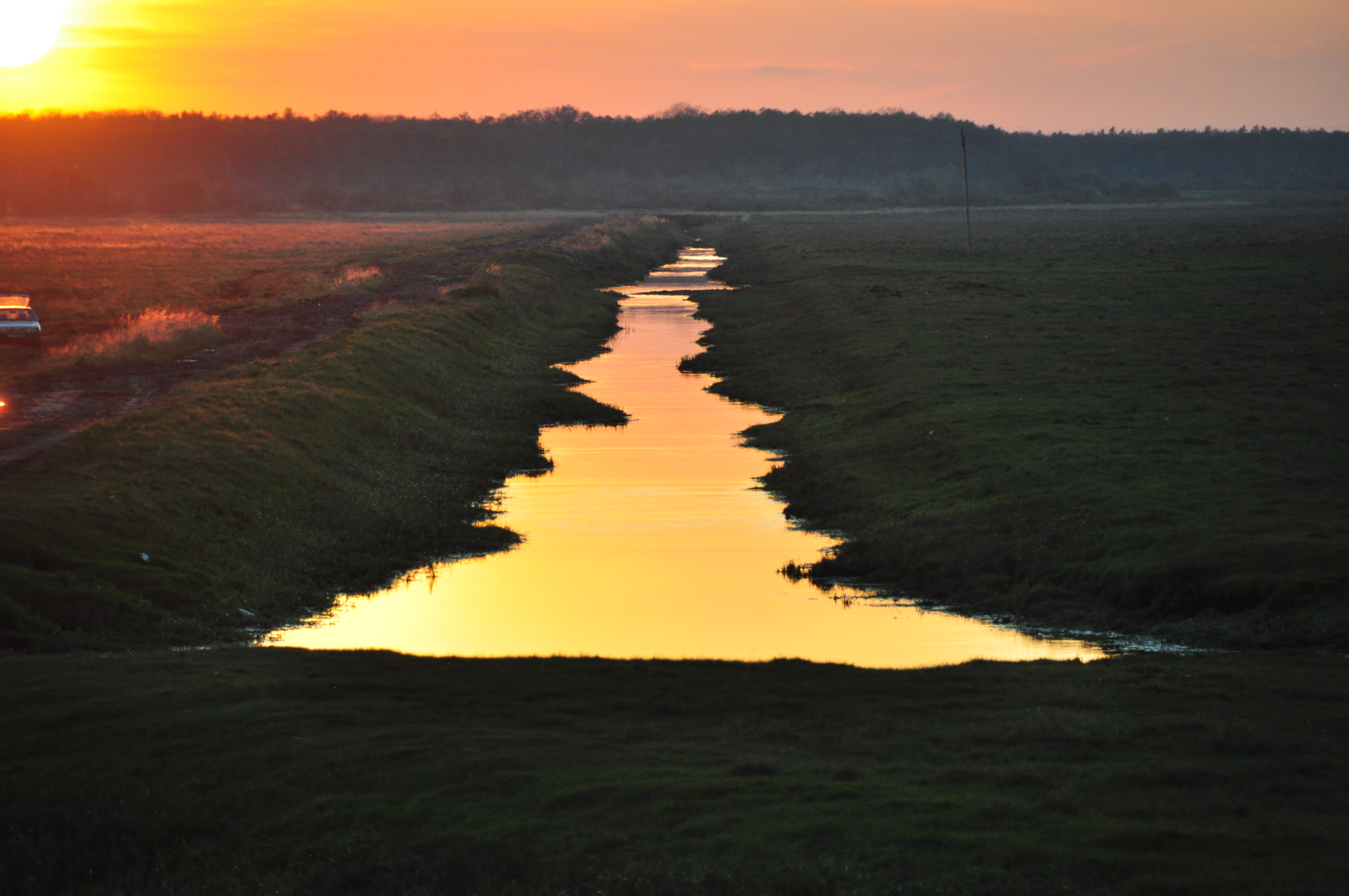

博洛特尼亞河（烏克蘭語：Болотня），是烏克蘭西部的河流，屬於拉塔河的左支流。該河流經利維夫州的利維夫區和舍普季茨基區，河道全長34公里，流域面積252平方公里。